# Philonicus iliensis
Philonicus iliensis là một loài ruồi trong họ Asilidae. Philonicus iliensis được Lehr miêu tả năm 1970. Loài này phân bố ở vùng Cổ Bắc giới.